# Terbeschikkingstelling (Belgisch strafrecht)
Terbeschikkingstelling is in het Belgisch strafrecht een bijkomende straf, opgelegd door het vonnisgerecht met als bedoeling de maatschappij bijkomend te beschermen tegen personen die ernstige strafbare daden hebben gepleegd. De strafuitvoeringsrechtbank beslist dan na afloop van de hoofdstraf hetzij tot vrijheidsbeneming, hetzij tot invrijheidstelling onder toezicht.

## Terbeschikkingstelling van de strafuitvoeringrechtbank
In 2007, als gevolg van de hervormingen inzake internering, werd het systeem van de terbeschikkingstelling grondig veranderd.
De wet van 26 april 2007 betreffende de terbeschikkingstelling van de strafuitvoeringsrechtbank schafte de terbeschikkingstelling van de regering (TBR) af en verving ze door strafuitvoeringsrechtbank (TBS). Er was een bevoegdheidsverschuiving van de uitvoerende macht (minister van Justitie) naar de rechterlijke macht (rechtbank). De wet trad in werking op 1 januari 2012.
Artikel 34bis van het Strafwetboek bepaalt: De terbeschikkingstelling van de strafuitvoeringsrechtbank is een bijkomende straf die, in de door de wet bepaalde gevallen, moet of kan worden uitgesproken met het oog op de bescherming van de maatschappij tegen personen die bepaalde ernstige strafbare feiten plegen die de integriteit van personen aantasten. Deze bijkomende straf gaat in na het verstrijken van de effectieve hoofdgevangenisstraf of van de opsluiting. De TBS kan tussen de 5 en 15 jaar duren.
De TBS dient verplicht uitgesproken te worden:
- na een tweede veroordeling tot een criminele straf (behalve als de eerste straf een politiek misdrijf is)
- na een veroordeling voor een misdrijf met de dood tot gevolg:
  - wegens terrorisme,
  - verkrachting, aanranding van de eerbaarheid,
  - foltering,
  - ontvoering van een minderjarige.

De terbeschikkingstelling is facultatief:
- ten aanzien van een persoon die in de voorgaande 10 jaar veroordeeld werd tot een straf van ten minste vijf jaar gevangenis wegens feiten waardoor opzettelijk ernstig lijden of ernstig lichamelijk letsel of schade aan de geestelijke of lichamelijke gezondheid werd veroorzaakt, wanneer die persoon voor gelijkaardige feiten opnieuw veroordeeld wordt,
- ten aanzien van een persoon die veroordeeld wordt voor meest ernstige vorm van volgende misdrijven: o.a. schending humanitair recht, gijzelneming, moord, onmenselijke behandeling, mensensmokkel.

Met de nieuwe wetgeving is het toepassingsgebied van de terbeschikkingstelling sterk uitgebreid. Bovendien is er juridische duidelijkheid gekomen over de terbeschikkingstelling: die wordt als een straf beschouwd.

## Terbeschikkingstelling van de regering
Tot de afschaffing ervan in 2012, hield de terbeschikkingstelling van de regering (TBR) in dat de veroordeelde, na afloop van zijn straf, nog een bepaalde tijd onder de voogdij komt te staan van de minister van Justitie. De minister besliste dan, met het oog op de bescherming van de maatschappij, of het nog nodig is om de veroordeelde verder in de gevangenis te houden, te interneren of vrij te laten onder toezicht. De minister besliste hier vrij over voor de periode die voorzien is in het vonnis of arrest. Deze maatregel was van toepassing voor de recidivisten en voor gewoontemisdadigers.
Gedurende vele jaren was er onenigheid over de juridische waarde van de terbeschikkingstelling: was het een straf of was het een beveiligingsmaatregel? Uiteindelijk werd naar aanleiding van een uitspraak door het EHRM in 1982 de wetgeving (lichtjes) gewijzigd: de wet voert een aantal waarborgen in die de rechtspositie van de ter beschikking van de regering gestelde veroordeelde zou moeten verbeteren. Het gaat om de invoering van wettelijke criteria, de mogelijkheid om beroep aan te tekenen bij de raadkamer en de kamer van inbeschuldigingstelling en de mogelijkheid om jaarlijks opnieuw de invrijheidstelling te vragen aan de minister.
In nasleep van de zaak-Dutroux werd op 5 maart 1998 een nieuwe wet goedgekeurd die het toeliet om een derde categorie veroordeelden de TBR-sanctie op te leggen, namelijk de plegers van bepaalde strafbare seksuele feiten.

## Internering
Aangezien terbeschikkingstelling een bijkomende straf is, is er een grondig verschil met internering. Bij internering is er sprake van niet-toerekeningsvatbaarheid en kan er geen gevangenisstraf uitgesproken worden: de persoon was op het moment van de feiten niet verantwoordelijk voor zijn daden.
Internering in het Belgisch strafrecht benadert terbeschikkingstelling in het Nederlands strafrecht, wat voor begripsverwarring kan zorgen.